# Dögös
Dögös (szlovákul Rastislavice, korábban Degeš) község Szlovákiában, a Nyitrai kerületben, az Érsekújvári járásban.

## Fekvése
Érsekújvártól 18 km-re északnyugatra fekszik.

## Története
A község területe a 13. században a Komjáthy-uradalom része. 1533-ban török rajtaütés érte, majd 1555-től 1608-ig török uralom alatt állt. A 17. század elején a Forgách család lett a földesura. 1660 és 1685 között ismét a török az úr, ebben az időszakban a falu területe pusztaság volt. A török kiűzése után a Forgách család újratelepítette, első birtokosai a Nagy, Árpás, Juhász és Tardoskeddy családok voltak. 1714 és 1716 között Morvaországból, főként Veselí nad Moravou és Magyarhradis (Uherské Hradiště) környékéről új telepesek érkeztek. 1730-ban Dögös mellett megalapították Újdögös települést. 1740-ben az akkor három faluból (Ódögös, Újdögös és Kálvin) álló településnek 140 lakosa volt. Iskoláját 1858-ban a Grassalkovich család alapította. 1863-ban Wodianer Móric lett a falu birtokosa.
A trianoni diktátumig mindegyik település Nyitra vármegye Érsekújvári járásához tartozott.
1936 óta önálló község. 1948-ban a települést Rasztiszláv (846-870) nagymorva fejedelemről nevezték el.

## Népessége
| Év:            | 1994. | 2004.   | 2014.   | 2024.   |
| -------------- | ----- | ------- | ------- | ------- |
| Emberek száma: | 913   | 923     | 900     | 958     |
| Eltérés:       |       | +1,09 % | -2,49 % | +6,44 % |

| Év:            | 2023. | 2024.   |
| -------------- | ----- | ------- |
| Emberek száma: | 953   | 958     |
| Eltérés:       |       | +0,52 % |

2001-ben 928 lakosából 914 szlovák volt.
2011-ben 906 lakosából 867 szlovák, 12 magyar, 3 cigány, 1-1 cseh és egyéb, illetve 21 ismeretlen nemzetiségű volt.
2021-ben 951 lakosából 9 magyar, 923 (+2) szlovák, 3 egyéb és 16 ismeretlen nemzetiségű volt.

## Nevezetességei

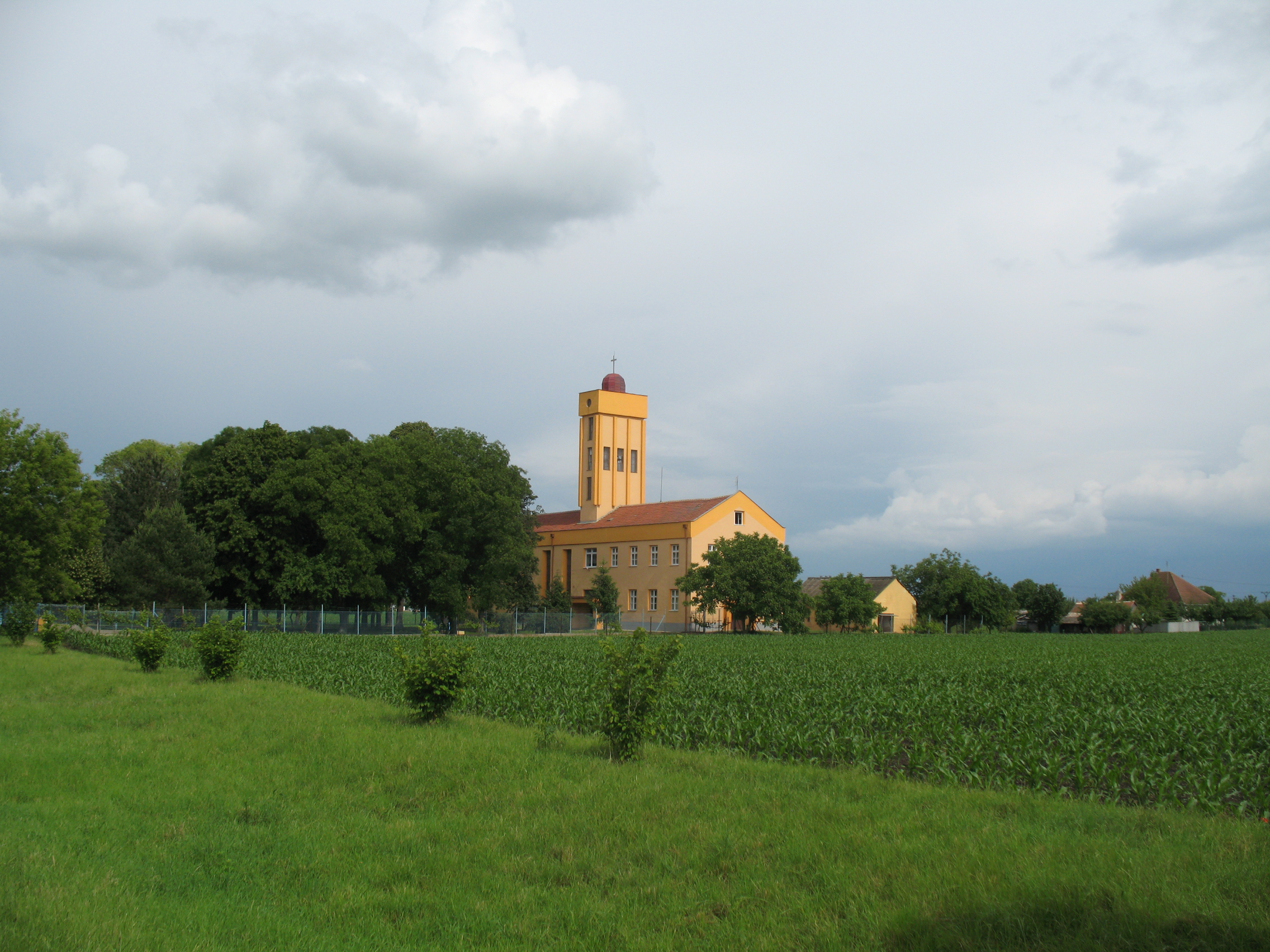
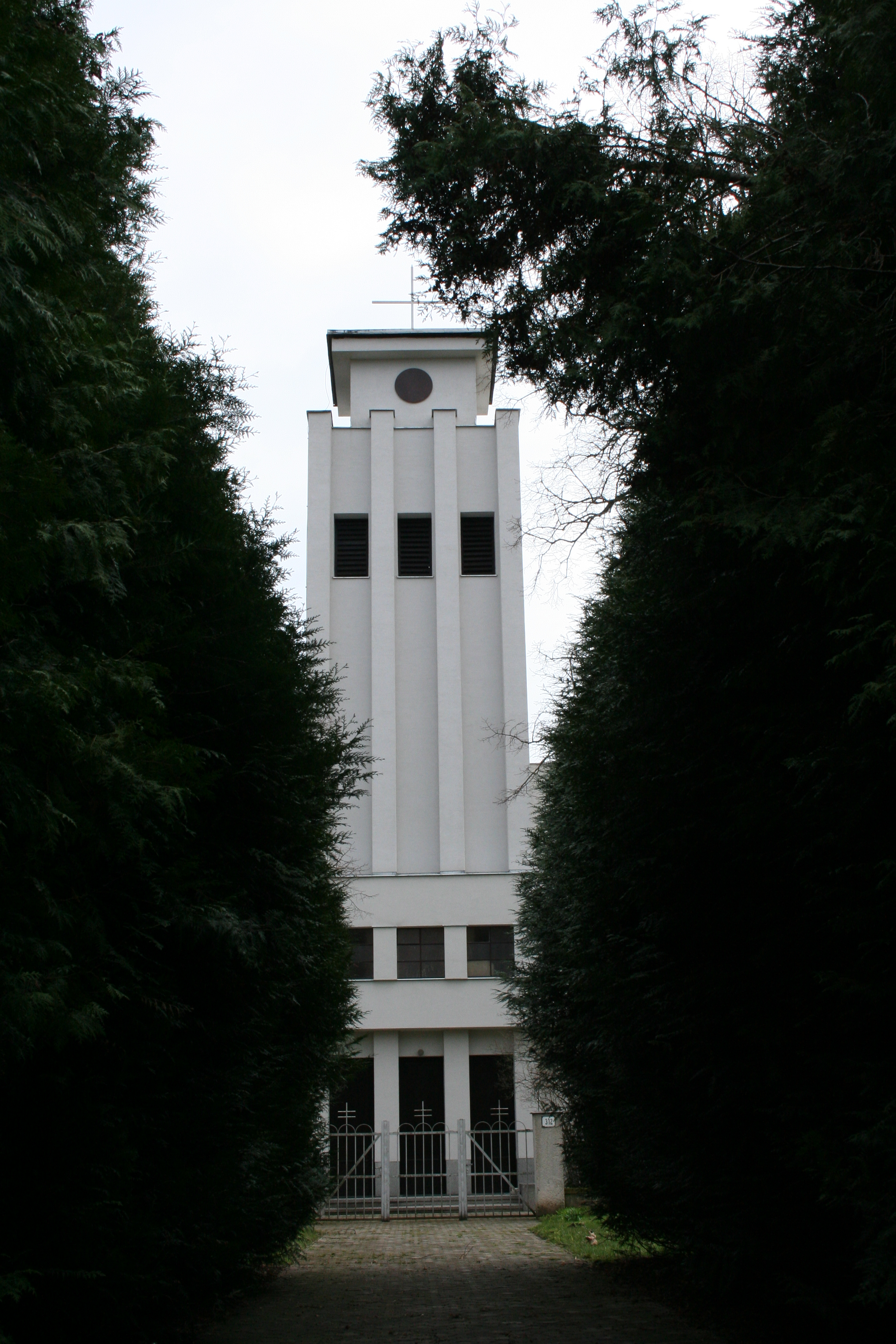
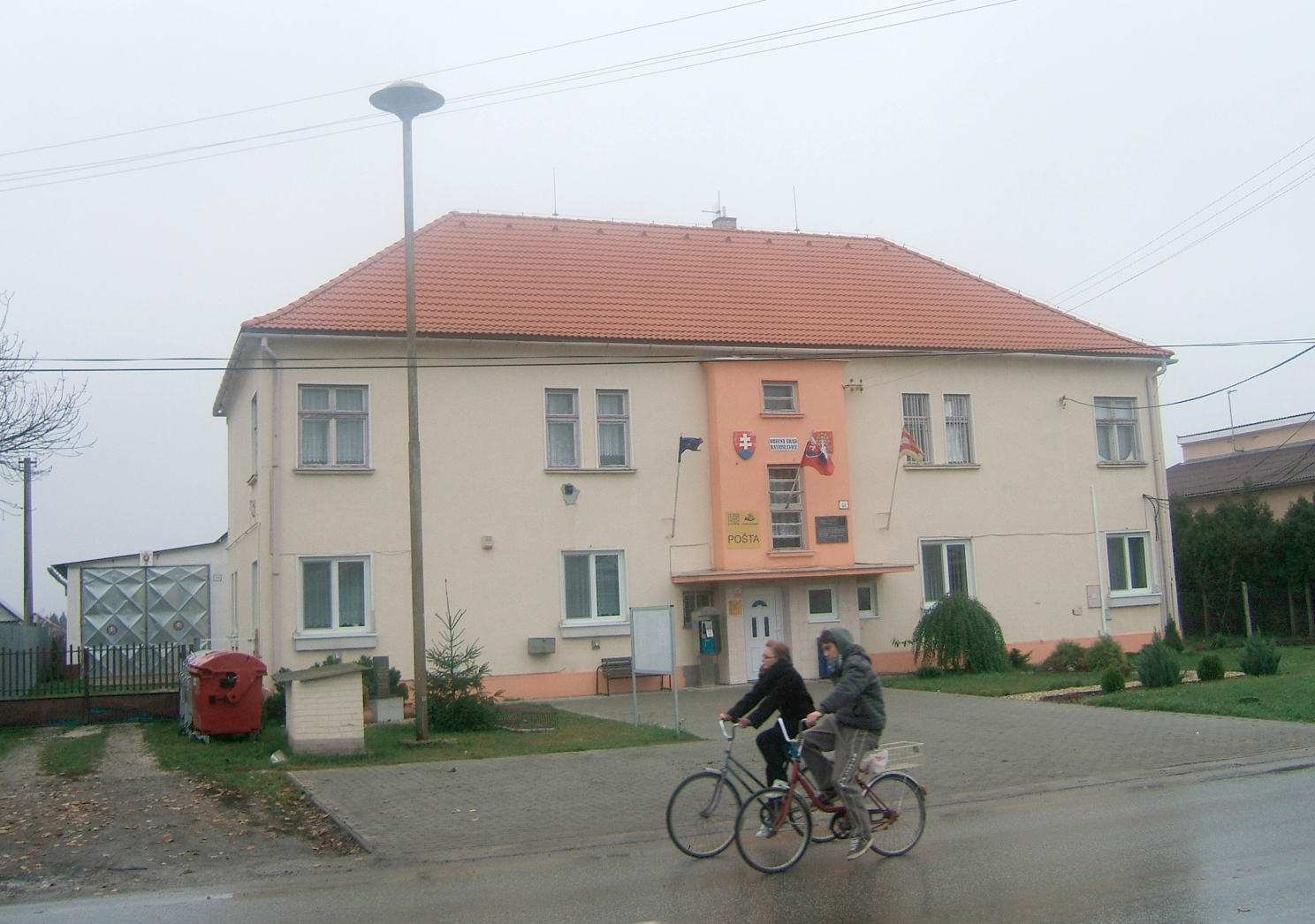
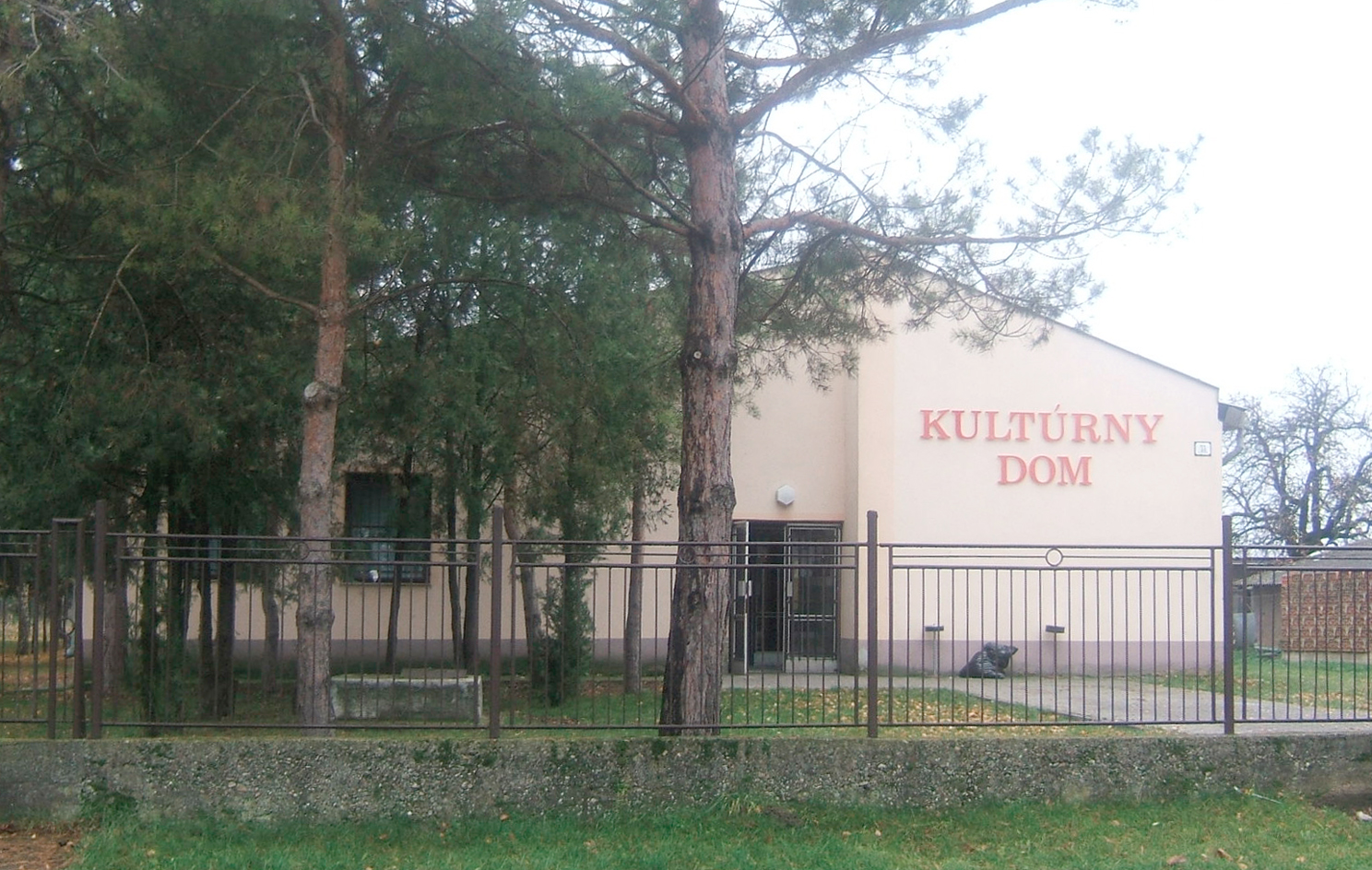
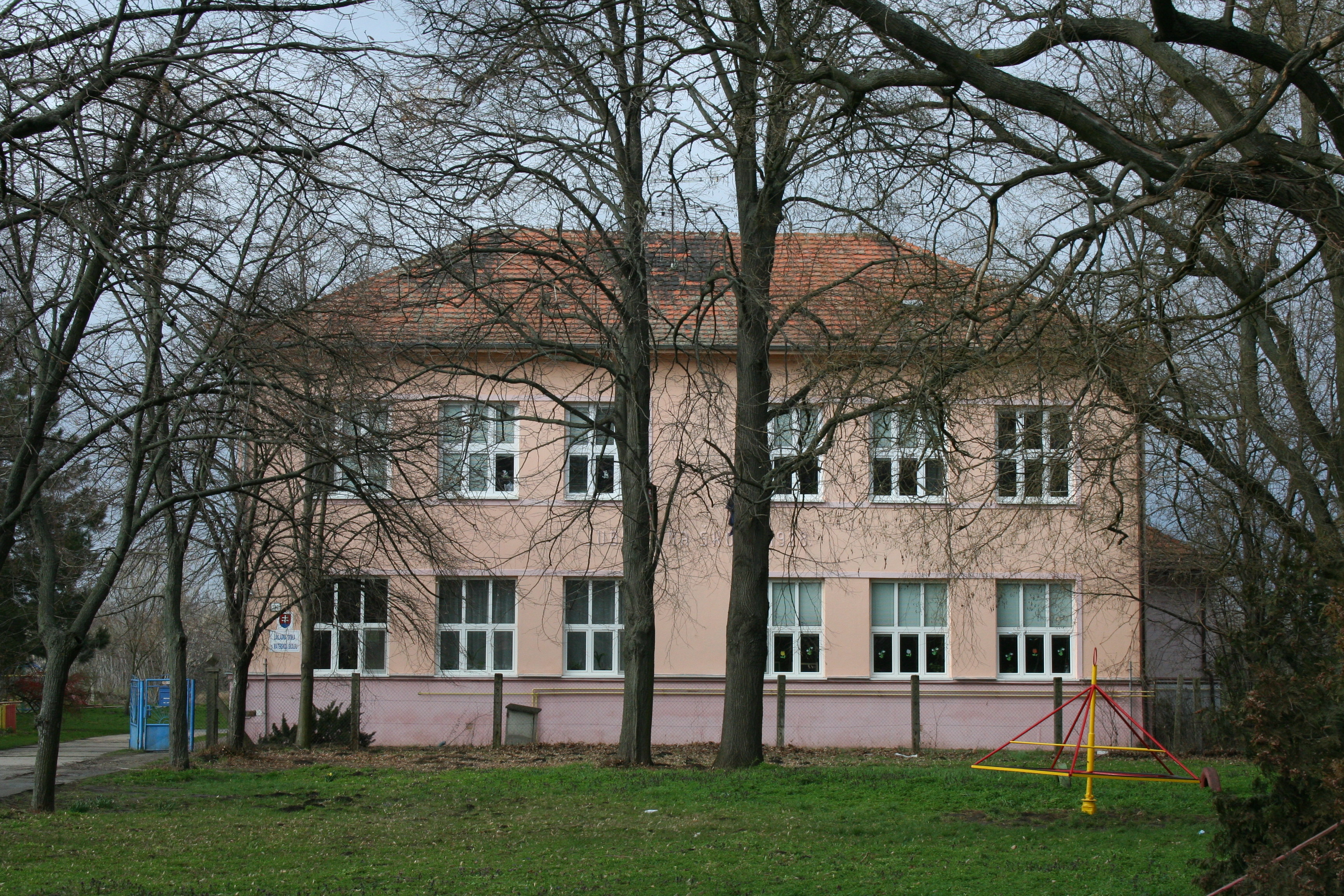

- Evangélikus templomát 1932 és 1934 között építették.
- Római katolikus templomát 1939 és 1941 között építették.